# Цниси
Цниси (груз. წნისი) — село в Грузии, на территории Ахалцихского муниципалитета края (мхаре) Самцхе-Джавахети.

## География
Село находится в южной части Грузии, на левом берегу реки Куры, на расстоянии приблизительно 3 километров (по прямой) к северо-востоку от города Ахалцихе, административного центра муниципалитета. Абсолютная высота — 941 метр над уровнем моря.

## Население
По результатам официальной переписи населения 2014 года, в Цниси проживало 613 человек (302 мужчины и 311 женщин). В национальной структуре населения грузины составляли 94,1 %, армяне — 5,2 %, греки — 0,35 %, русские — 0,35 %.
| Год  | Население, человек |
| ---- | ------------------ |
| 2002 | 642                |
| 2014 | ↘ 613              |